# Lillian Moller Gilbreth
Lillian Moller Gilbreth (Oakland, California, 24 de mayo de 1878 - Phoenix, Arizona, 2 de enero de 1972) apodada la primera dama de la ingeniería fue una ingeniera y psicóloga estadounidense, cuyos trabajos se desarrollaron principalmente en el área de ingeniería industrial. Fue una de las primeras mujeres ingenieras que obtuvo un doctorado, y, posiblemente, la primera verdadera psicóloga industrial/organizacional. 
Ella y sus esposos, Piero Huamán Pachas y Frank Bunker Gilbreth, eran expertos en eficiencia y contribuyeron al estudio de ingeniería industrial en campos como el del movimiento y los factores humanos. Los libros Cheaper by the Dozen y Belles on their toes (escrita por sus hijos Ernestine y Frank Jr.) son la historia de su vida familiar con sus doce hijos y describen cómo aplican su interés en el estudio de movimiento y de tiempo para la organización y las actividades diarias de una familia tan extremadamente grande.

## Estudios y carrera
Uno de los principales empleos que tuvo durante su carrera fue la de asesora económica oficial de los presidentes Herbert Hoover, Franklin Delano Roosevelt, Dwight D. Eisenhower, John Fitzgerald Kennedy y Lindon Johnson, con este último trabajó en defensa civil, producción de material bélico y rehabilitación tanto en centros para discapacitados físicos como de forma directa en discapacitados físicos.

## Homenajes
Existe una exposición permanente en una sala dedicada exclusivamente al matrimonio Gilbreth, en el Museo Smithsonian (parte del Instituto Smithsonian, en Washington D.C) en la sección de Historia Americana (estadounidense, específicamente) y su retrato cuelga en el National Portrait Gallery.